# Болтата
Болтата е село в Северна България. Обявено е за квартал на Габрово 14 май 1957 г.
То се намира в община Габрово, област Габрово. Кварталът е разположен на юг от централната градска част по левия бряг на р. Янтра. До 1892 г. Болтата е колиби, броими към к. Барахелите (Бараелите). В първите десетилетия на 20 век заедно с к. Мързените, Гарванов камък и Бараелите, е част от голямата Етърска община. За село е обявено на 23 декември 1941 г. и към него са включени като съставни изброените селища.

## Население
Преброяване на населението през 2011 г.
Численост и дял на етническите групи според преброяването на населението през 2011 г.:
|                     | Численост | Дял (в %) |
| Общо                | 22        | 100,00    |
| Българи             | 22        | 100,00    |
| Турци               | 0         | 0,00      |
| Цигани              | 0         | 0,00      |
| Други               | 0         | 0,00      |
| Не се самоопределят | 0         | 0,00      |
| Неотговорили        | 0.        | 0,00      |